# 1941 (filme)
1941 é um filme estadunidense de 1979, dos gêneros comédia e guerra. Dirigido por Steven Spielberg.

## Sinopse
7 de dezembro de 1941. Em um ataque "sem aviso prévio" o braço naval aéreo da frota imperial japonesa bombardeia a base naval de Pearl Harbor, nos Estados Unidos, ingressando o país na 2ª Guerra Mundial. Os americanos ficaram abalados, chocados e ultrajados com este ataque traiçoeiro, afinal deveriam ter avisado. Na costa oeste a população entrou em paranoia. O pânico se espalhou e todos se convenceram de que a Califórnia era o próximo alvo. O general do estado-maior Joseph W. Stilwell (Robert Stack), comandante do 3º batalhão do exército, recebeu ordens de defender o sul da Califórnia. Unidades da marinha e do exército se mobilizaram para o local. Baterias de defesa antiaérea foram colocadas de prontidão. Operações de defesa civil entraram em ação. Pela 1ª vez desde a Guerra Civil cidadãos americanos se preparavam para defender sua pátria contra um inimigo, que poderia atacar em qualquer lugar e a qualquer hora, com uma força desconhecida. Em 13 de dezembro de 1941, na costa da Califórnia, um submarino japonês quer atacar algo que desencoraje a população. O alvo escolhido é Hollywood, o que gera uma enorme confusão.

## Elenco
- Dan Aykroyd .... Sargento Frank Tree
- Ned Beatty .... Ward Douglas
- John Belushi .... Capitão Wild Bill Kelso
- Lorraine Gary .... Joan Douglas
- Di Cicco .... Wally Stephens
- Murray Hamilton .... Claude Crumn
- Christopher Lee .... Capitão Wolfgang von Kleinschmidt
- Tim Matheson .... Capitão Loomis Birkhead
- Toshirô Mifune .... Comandante Akiro Mitamura
- Warren Oates .... Coronel Maddox
- Robert Stack .... General Joseph W. Stilwell
- Treat Williams .... Chuck "Stretch" Sitarski
- Nancy Allen .... Donna Stratton
- Lucille Benson .... Gas Mama
- Jordan Brian .... Macey Douglas
- John Candy .... Recruta Foley
- Eddie Deezen .... Herbie Kazlminsky
- Dianne Kay .... (Betty Douglas)
- Patti LuPone .... Lydia Hedberg
- John Landis .... Mizerany
- Mickey Rourke .... Recruta Reese
- Andy Tennant .... Babyface
- Penny Marshal .... Srta. Fitzroy
- James Caan
- Elisha Cook, Jr.

## Prêmios
- Recebeu 3 indicações ao Óscar, nas categorias de melhor fotografia, melhor som e melhores efeitos especiais.